# Sandro
Roberto Sánchez (Buenos Aires, 19 d'agost de 1945- Guaymallén, província de Mendoza, 4 de gener de 2010), més conegut pel sobrenom artístic de Sandro, va ser un cantautor, actor, músic i compositor argentí de balada romàntica, música rock and roll i pop en castellà. Així mateix, va fer incursions en diverses oportunitats al cinema, com a actor protagonista i també com a director. Va ser un dels fundadors del rock en espanyol a l'Amèrica Llatina. Va publicar 52 àlbums originals i en va vendre 8 000 000 còpies,
Durant la seva carrera també va realitzar 16 pel·lícules, i a més a més va ser el primer llatinoamericà en cantar en el saló Felt Forum del Madison Square Garden. El 200 va rebre el premi Grammy Latino al conjunt de la seva trajectòria professional.
Roberto Sánchez (Sandro) va morir a l'Hospital Italià de Mendoza per un shock sèptic, segons va informar Claudio Burgos, cap de l'equip que el va operar. El seu decés es va produir a les 20:40 del 4 de gener de 2010. El pacient havia afrontat cinc intervencions en acabat el trasplantament cardiopulmonar (dues d'elles efectuades el mateix dia de la seva mort) i havia lluitat per la seva vida durant 45 dies. Immediatament, la notícia va repercutir en tots els medis argentins i en les xarxes socials. Els diaris dels Estats Units The New York Times i The Washington Post van publicar en portada de les seves edicions electròniques del 5 de gener de 2010 la notícia de la mort del cantant titulant textualment: «Mor als 64 anys el cantant Sandro, l'Elvis argentí».

## Discografia i enregistraments
- Presentando a Sandro (1964) editat el 1998.
- Sandro y Los de Fuego (1965)
- Al calor de Sandro y Los de Fuego (1966)
- El sorprendente mundo de Sandro (1966)
- Alma y fuego (1966)
- Beat Latino (1967)
- Quiero llenarme de ti (1968)
- Una muchacha y una guitarra  (1968)
- La magia de Sandro (1968)
- Sandro de América (1969)
- Sandro (1969)
- Sandro (temes de la seva pel·lícula "Muchacho) (1970)
- Sandro en New York (1970)
- Sandro espectacular (1971)
- Sandro después de diez años (1973)
- Sandro... Siempre Sandro (1974)
- Tú me enloqueces (1975)
- Live in Puerto rico (1975)
- Sandro (1976)
- Sandro... Un ídolo (1977)
- Sandro Brasil (1978)
- Querer como Dios manda (1978)
- Sandro (1979)
- Sandro (1981)
- Fue sin querer (1982)
- Vengo a ocupar mi lugar (1984)
- Sandro (1986)
- Sandro del 88 (1988)
- Volviendo a casa (1990)
- Con gusto a mujer (1992)
- Clásico (1994)
- Historia viva (1996)
- El seductor; participación especial en "Lo que me costó el amor de Laura", Opereta d'Alejandro Dolina (1998)
- Para mamá (2001)
- Para mamá - Edició especial (2002)
- Mi vida, mi música (2003)
- Amor gitano (2004)
- Sandro en vivo, edició de Historia viva per Warner Music Group (2005)
- Secretamente palabras de amor (2006)

## Filmografia
1. 1965: Convención de vagabundos
2. 1967: Tacuara y Chamorro, pichones de hombres
3. 1969: Quiero llenarme de ti
4. 1969: La vida continúa
5. 1970: Gitano
6. 1970: Muchacho
7. 1971: Siempre te amaré
8. 1971: Embrujo de amor
9. 1972: Destino de un capricho
10. 1973: El deseo de vivir
11. 1974: Operación rosa rosa
12. 1976: Tú me enloqueces
13. 1980: Subí que te llevo
14. 1993: Muchas gracias maestro

Banda musical
¡Arriba juventud! dir. Leo Fleider (1971)